# Moog
Il moog (IPA: /ˈmoʊɡ/) è un sistema di sintetizzatori basati su tastiera, progettato e costruito dall'ingegnere statunitense Robert Moog, da cui prende il nome. Lo strumento debuttò nel 1964. Vi sono numerosi tipi di moog, i più utilizzati sono stati il Polymoog e il Minimoog.

## Versioni

### Modular moog
Il modular moog, multimodulare, utilizzato più spesso in sala di registrazione con 12 oscillatori, pieno di cavi di derivazione e complessi sistemi di memorizzazione dei ritmi, era il più sofisticato, ingombrante e anche il più costoso. Fra i suoi utilizzatori i Beatles che lo usarono nell'album Abbey Road, Keith Emerson degli Emerson, Lake & Palmer, il produttore-musicista altoatesino trapiantato in Germania Giorgio Moroder scopritore di Donna Summer, nonché in Italia Il Guardiano del Faro (Federico Monti Arduini-Arfemo).
Soprattutto in questa versione il moog, che aveva varianti sonore e timbriche quasi infinite, ha costituito la realizzazione di un sogno antico: quello di manipolare il suono attraverso una variazione cromatica che lo rende simile all'uso dei colori su una tavolozza. Si ritiene che la forza del moog risieda sul suo potere evocativo: un lungo "do" basso che fa da sfondo a certe scene filmiche può essere sostituito da un tappeto di archi come nell'introduzione al primo movimento della Terza sinfonia di Gorecki, ma quel suono caratteristico del sinth moog è oramai entrato a pieno titolo nell'immaginario sonoro di questi ultimi decenni. L'ouverture del film Shining (Rocky Mountain di Wendy Carlos) è un altro esempio in cui l'utilizzo del moog produce un impatto sonoro difficilmente raggiungibile con altri strumenti.
Del Modular Moog esistono alcuni simulatori per PC. Uno dei più famosi è il Moog modular V del fabbricante Arturia.

### Minimoog
Il Minimoog, secondo sintetizzatore della Moog, consisteva in una tastiera portatile più economica e flessibile che si basava su 3 oscillatori. È uno strumento che è entrato nella leggenda e maggiormente usato dai gruppi musicali in concerto. Fra i primi fu il jazzista Sun Ra a cui seguì una larga diffusione, per esempio nel rock progressive. Anche in Italia lo utilizzarono ampiamente la PFM, Le orme, il Banco del Mutuo Soccorso, ecc. Attualmente viene prodotta una versione chiamata Minimoog Voyager che mantiene le classiche caratteristiche del model D, la versione più diffusa nel passato, con l'aggiunta di alcune migliorie con un filtro multimodo.

## Il moog utilizzato nel cinema
Wendy Carlos ha costruito un "ponte" interessante tra l'uso di questo strumento in chiave atonale e puramente espressiva (ad esempio Timesteps o l'album For Seasons) e le riproposizioni di brani di Bach, Beethoven, Purcell o Rossini. Queste interpretazioni costituiscono buona parte della colonna sonora del film Arancia meccanica (A Clockwork Orange).
Anche il tema di apertura del film Shining è stato realizzato, sempre dalla Carlos, su un sintetizzatore Moog.

## Elenco di sintetizzatori moog
- Moog modular (1963–1981)
- Minimoog (1970–1982)
- Moog Model 15 (1973-1985)-(2014-oggi)
- Moog Satellite (1974–1979)
- Moog Sonic 6 (1974–1979)
- Micromoog (1975–1979)
- Moog Vocoder 16 ch. (1979)
- Polymoog (1975–1980)
- Minitmoog (1975–1976)
- Moog Taurus (1976–1983)
- Multimoog (1978–1981)
- Moog Prodigy (1979–1984)
- Moog Liberation (1980)
- Moog Opus-3 (1980)
- Moog Concertmate MG-1 (1981)
- Moog Rogue (1981)
- Moog Source (1981)
- Memorymoog (1982–1985)
- Moogerfooger (1998–oggi)
- Minimoog Voyager (2002–oggi)
- Little Phatty (2006-2013)
- Minitaur (2012–oggi)
- Moog Sub Phatty (2013–oggi)
- Moog Subsequent 37 (2014-oggi)
- Moog Mother 32 (2015 - oggi)
- Moog Subsequent 37 CV (2017 - oggi)
- Moog Grandmother 41 CV (2018 - oggi)
- Moog Matriarch (2019-oggi)
- Moog Subharmonicon (2020-oggi)